# Michael D'Asaro
Michael Anthony D'Asaro (New York, 14 marzo 1938 – Los Angeles, 12 dicembre 2000) è stato uno schermidore statunitense.

## Biografia
Ha partecipato ai Giochi della XVII Olimpiade di Roma nel 1960.
È stato sposato con la schermitrice Gay D'Asaro.

## Palmarès
In carriera ha conseguito i seguenti risultati:
- Giochi Panamericani:

Chicago 1959: oro nella spada a squadre ed argento individuale.
San Paolo 1963: oro nella spada a squadre ed individuale.